# チッチャイ・ワンナサティット
チッチャイ・ワンナサティット（タイ語: ชิดชัย วรรณสถิตย์, [th]、英語: Chitchai Wannasathit、1946年8月13日 - ）は、タイの政治家である。2006年に約1か月半、タイの首相代行を務めた。

## 生涯
1946年8月13日にタイ東部ウボンラーチャターニー県の華系タイ人の家庭に生まれた。曹壁光（Cáo Bìguāng）という中国名を持つ。
2006年4月4日、タクシン・シナワット首相が首相職の一時休止を表明したことを受けて、第一副首相兼法務大臣のチッチャイが首相代行に就任した。同年5月23日にタクシンが首相に復帰した。同年9月19日の軍事クーデターの際、チッチャイは国軍により拘束されたが、すぐに釈放された。